# Platja de Las Poleas
La Platja de Las Poleas és una petita platja en forma de petxina situada en el concejo de Tàpia de Casariego, Principat d'Astúries, Espanya al costat de la localitat de San Antonio. Té assistència molt escassa, ja que el jaç és de pedra i sorra fosca molt gruixuda. Té una longitud d'uns 115 metres i una amplària mitjana de 10 metres. Els accessos són per als vianants i de fàcil i escàs recorregut; menys de 500 m. El nivell d'urbanització de la zona que l'envolta és escàs.
El nom de la platja li ve que en ella s'empraven antigament uns sistemes de corrioles per treure de la platja a la part superior del penya-segat ocle i pedres de les quals ja solament queden tres bigues que, avui dia, solament tenen el valor de ser referència visual per localitzar la platja. Per accedir a ella des de la N 634 cal arribar a un petit nucli urbà anomenat «San Antonio», que encara que no té la senyalització corresponent, s'accedeix pel camí immediatament posterior a l'entrada a Tàpia si se circula en adreça oest-aquest s'arriba a una capelleta on cal agafar un camí asfaltat en direcció nord.
La platja està envoltada per un petit penya-segat, que es pot descendir amb precaució i accedir fins al nivell del mar. Les activitats recomanades són la pesca recreativa i la submarina. No té cap mena de serveis i no és recomanable anar amb nens.